# Йосеф бен Шломо ібн-Ях'я
Йосеф бен Шломо ібн-Ях'я (? — 1385) — єврейський рабин, вчений, поет. Представник єврейського роду Ях'їв. Народився у Португалії. Син Шломо (Соломона). Покинув батьківщину разом із братом Гдалією, з яким оселився в Кастилії (1370). Автор декількох літургійних віршів, які не дійшли до нас. За життя славився вродою. Був учнем Шломо бен Адрета, на смерть якого склав елегію. Фінансував ремонт синагоги в Калатаюді, збудованої його пращуром Аароном ібн Ях'єю.

## Імена
- Йосеф бен Шломо («Йосеф, син Шломо») — ім'я по-батькові.
- Йосеф ібн-Ях'я (івр. גְּדַלְיָּה אבן יחיא) — ім'я та прізвище на івриті.
- Йосип Соломонович